# Łany Wielkie (Żarnowiec)
Łany Wielkie ist eine Ortschaft mit einem Schulzenamt der Landgemeinde Żarnowiec im Powiat Zawierciański der Woiwodschaft Schlesien in Polen.

## Geschichte
Łany Wielkie ist die Stelle des alten Żarnowiec (Stary Żarnowiec). Der in der Stammeszeit bestehende Ort auf dem Weg zwischen Krakau und Gniezno wurde zunächst in der Chronik und Taten der Herzöge und Fürsten von Polen von Gallus Anonymus aus den Jahren 1113 bis 1116 als Sarnouecz (żarnów – Mühlstein) erwähnt, als die Stelle des Treffens des Herzogs Władysław I. Herman mit seinen Söhnen Zbigniew und Bolesław (III. Schiefmund) um das Jahr 1098. Sarnouec (1259) möglicherweise erhielt polnisches Stadtrecht vom Krakauer Herzog Bolesław V. Er wurde danach 3 km flussaufwärts der Pilica verlagert – entweder noch in der zweiten Hälfte des 13. Jahrhunderts oder wahrscheinlicher im Zusammenhang mit der (Neu-)Gründung nach Magdeburger Recht unter dem König Władysław I. Ellenlang oder dessen Sohn Kasimir dem Großen vor 1340. Aus dem alten Żarnowiec blieb in Łany die Adalbert-Kirche am spätesten aus dem 13. Jahrhundert.
1388 wurde der Ortsname Lani (Łany), wörtlich Hufen – eng mit der deutschrechtlichen Kolonisation verbunden, erstmals erwähnt. Ab dem 16. Jahrhundert wurden Łany Małe bzw. Lanyska (Klein-Łany) und Łany Wielkie bzw. Lany Maiori (Groß-Łany) unterschieden, noch später bis heute gibt es auch das dritte Łany Średnie (Mittel-Łany).
Um das Jahr 1600 war das Dorf mit über 400 Einwohnern neben Miedzwno das größte Dorf im Kreis Lelów. Die Stadt Żarnowiec lag dagegen damals im Kreis Książ.
Im Zuge der Dritten polnischen Teilung wurde der Ort 1795 durch die neue staatliche Grenze zwischen Preußen (Neuschlesien) und Österreich (Westgalizien) geteilt. 1807 kam Łany Wielkie ins Herzogtum Warschau und 1815 ins neu entstandene, russisch beherrschte Kongresspolen.
Nach dem Ende des Ersten Weltkriegs kam Łany Wielkie zu Polen, Woiwodschaft Kielce. Von 1975 bis 1998 gehörte Łany Wielkie zur Woiwodschaft Katowice.

## Sehenswürdigkeiten

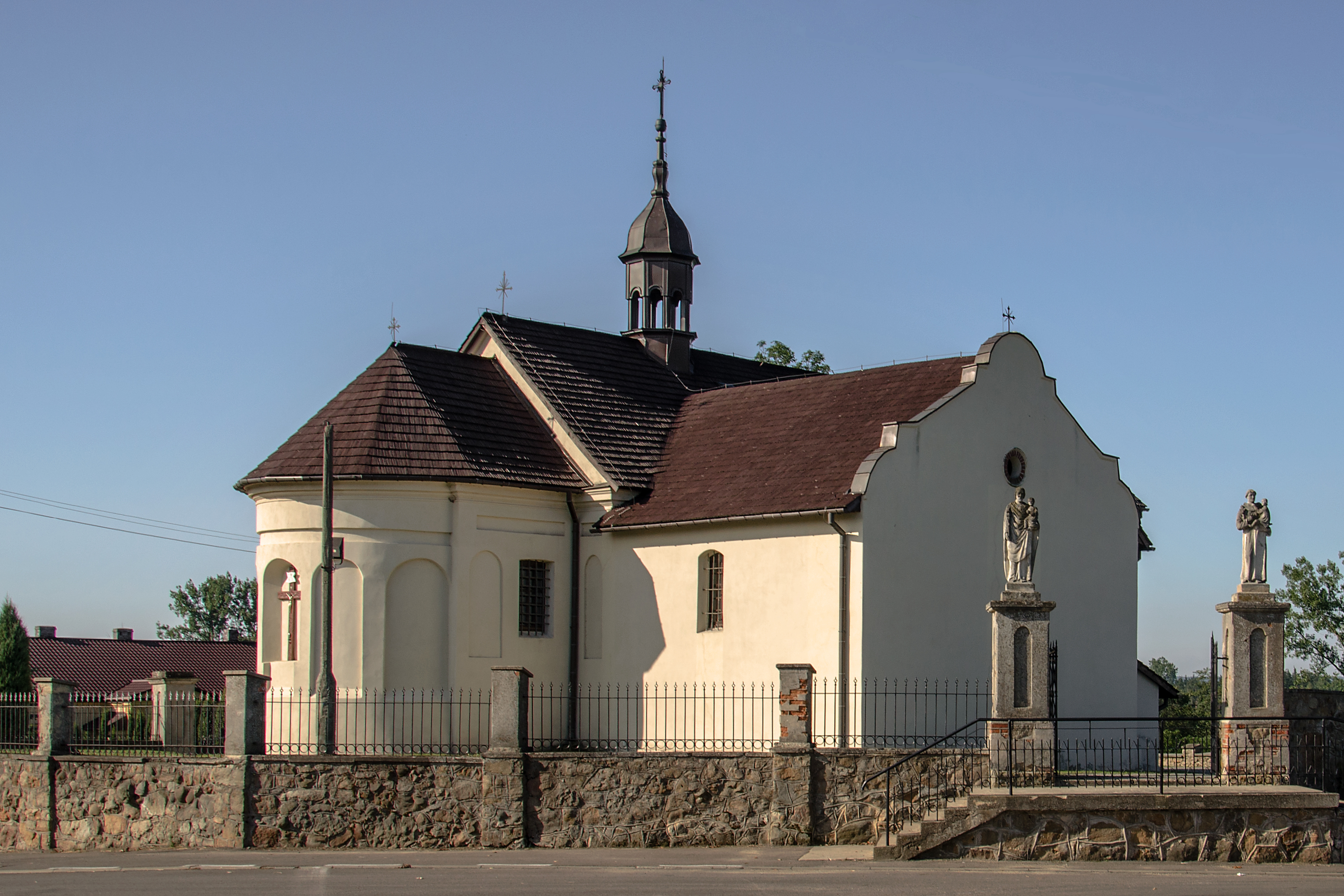
Adalbert-Kirche aus dem 13. Jahrhundert

- Adalbert-Kirche aus dem 13. Jahrhundert